# 1407 en santé et médecine
| Années de la santé et de la médecine : 1404 - 1405 - 1406 - 1407 - 1408 - 1409 - 1410    |
| Décennies de la santé et de la médecine : 1370 - 1380 - 1390 - 1400 - 1410 - 1420 - 1430 |

Cet article présente les faits marquants de l'année 1407 en santé et médecine.

## Événements
- La maladrerie de La Neuville, faubourg de Laon, en Île-de-France, n'héberge que quatre lépreuses, mais elle loge « onze frères et autres personnes saines […], soit près de trois fois plus[1] ».
- La population de Laon, compte un lépreux pour deux mille quatre cents habitants, alors qu'on peut calculer, à titre de comparaison, qu'une personne sur cinq cents meurt du cancer en France en 1970[1].
- Première dissection attestée à la faculté de médecine de Paris[2].
- À Paris, rue de Montmorency, ouverture d'une maison dite du « grand pignon », maison d'aumône fondée  par Nicolas Flamel, « par manière d'hôpital [et] pour y loger les pauvres gens[3] ».
- La peste sévit en Angleterre, épidémie que « Thomas Walsingham décrit comme dépassant de loin tout ce qui s'était vu depuis de nombreuses années, cause possible de la mort de trente mille personnes des deux sexes dans le seul Londres et d'un large dépeuplement de la campagne environnante[4] ».
- Jean de Chalon (fl. 1394-1419) soigne Jeanne de Luxembourg[5], duchesse de Brabant, femme d’Antoine de Bourgogne, dans sa dernière maladie[6].
- 1401-1407 : Han Thuong, empereur du Vietnam, crée un institut de médecine vietnamienne et un service de santé dirigé par un médecin attaché à la personne du roi et par un officier chargé de la santé publique[7].

## Personnalité
- 1407-1428 : fl. Laurent Gomech (†  1428), médecin portugais[8].

## Décès
- Thomas Dayron (né à une date inconnue), chirurgien de Londres, maître de Thomas Morstede (c.1380-1450)[9].
- Jean de Mirfeld[10] (né à une date inconnue), prêtre londonien, auteur du Breviarium Bartholomei, encyclopédie médicale rédigée à l'intention de l'hôpital St. Bartholomew à Smithfield et « comprenant un grand nombre de charmes et de prières, spécialement à l'usage des femmes[9] ».
- Vers 1407 : Gilles Cousin (né à une date inconnue), médecin à Paris[8].